# Dabeiba (ort)
Dabeiba är en ort i Colombia.   Den ligger i departementet Antioquía, i den nordvästra delen av landet, 400 km nordväst om huvudstaden Bogotá. Dabeiba ligger 972 meter över havet och antalet invånare är 11 548.
Terrängen runt Dabeiba är bergig åt nordost, men åt sydväst är den kuperad. Runt Dabeiba är det ganska glesbefolkat, med 31 invånare per kvadratkilometer. Dabeiba är det största samhället i trakten. Omgivningarna runt Dabeiba är en mosaik av jordbruksmark och naturlig växtlighet.